# Обреновац (град Пирот)
 Тази статия е за селото в Пиротско.  За града в Белградски окръг вижте Обреновац.  
Обреновац (на сръбски: Обреновац или Obrenovac, старо българско име Господарев чифлик), е село в община Пирот, Пиротски окръг, Сърбия. През 2011 г. населението му е 143 души, докато през 1991 е било 139 души.

## География
Селото е от сбит тип и се намира в клисура, между Царибродската и Пиротската котловина, на север от пътя Цариброд-Пирот.

## История
До 1878 година, когато попада в Сърбия, селото е известно като Господарев чифлик или Обренище. В регистър на войнушките бащини от 1606 година се споменават четирима войнуци от Обренище – Доне, син Данин, Митре, син Пенин, Нове Нягул и Пене, син на Войн.
Според сръбския автор Мита Ракич в 1879 година Обреновац има 16 къщи и 137 жители (70 мъже и 67 жени). Всички са неграмотни.
През 1915-1918 и 1941-1944 година селото е в границите на военновременна България. През 1916 година, по време на българското управление на Моравско, Обреновец е център на община на Пиротска селска околия и има 322 жители.